# 고무래

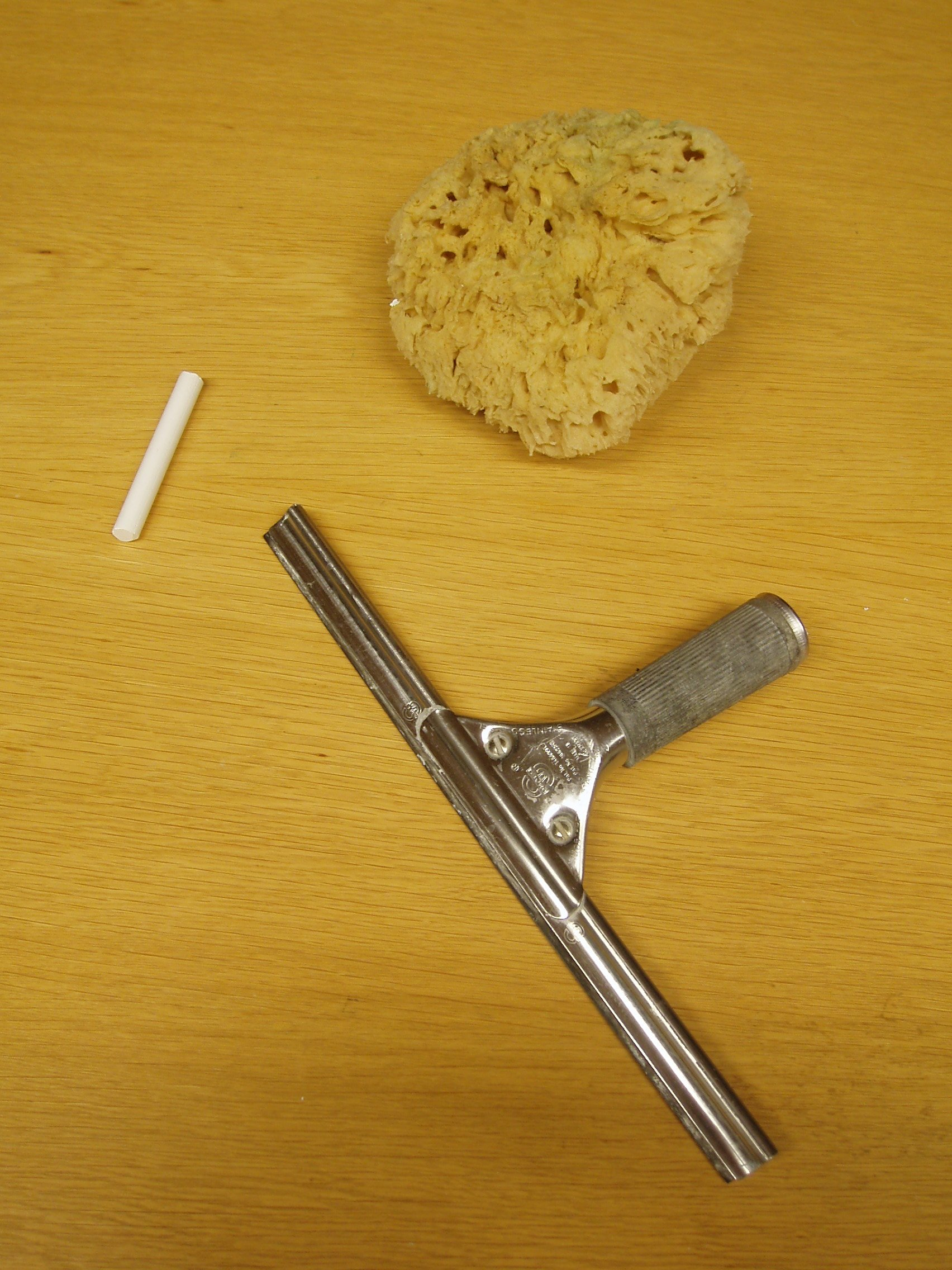
고무래의 실질적인 모습

고무래는 곡식을 그러모으거나 펼 때 또는 밭의 흙을 고르거나 씨 뿌린 뒤에 흙을 덮을 때 사용하는 농기구이다. T자로 생겼고 지방에 따라 고물개, 곰배, 당그레, 밀개 등으로 다르고 형태도 다양하다. 한자인 '丁'은 원래 장정, 젊은 남자의 뜻이지만, 고무래와 비슷한 모습인 까닭에 한자 새김이 고무래가 되었다.

## 같이 보기
- 고무래로 - 서울 서초구에 있는 도로
- 와이퍼 (동음이의)

## 참고 자료
- 이 문서에는 다음커뮤니케이션(현 카카오)에서 GFDL 또는 CC-SA 라이선스로 배포한 글로벌 세계대백과사전의 내용을 기초로 작성된 글이 포함되어 있습니다.